# Tommaso Cazzaniga

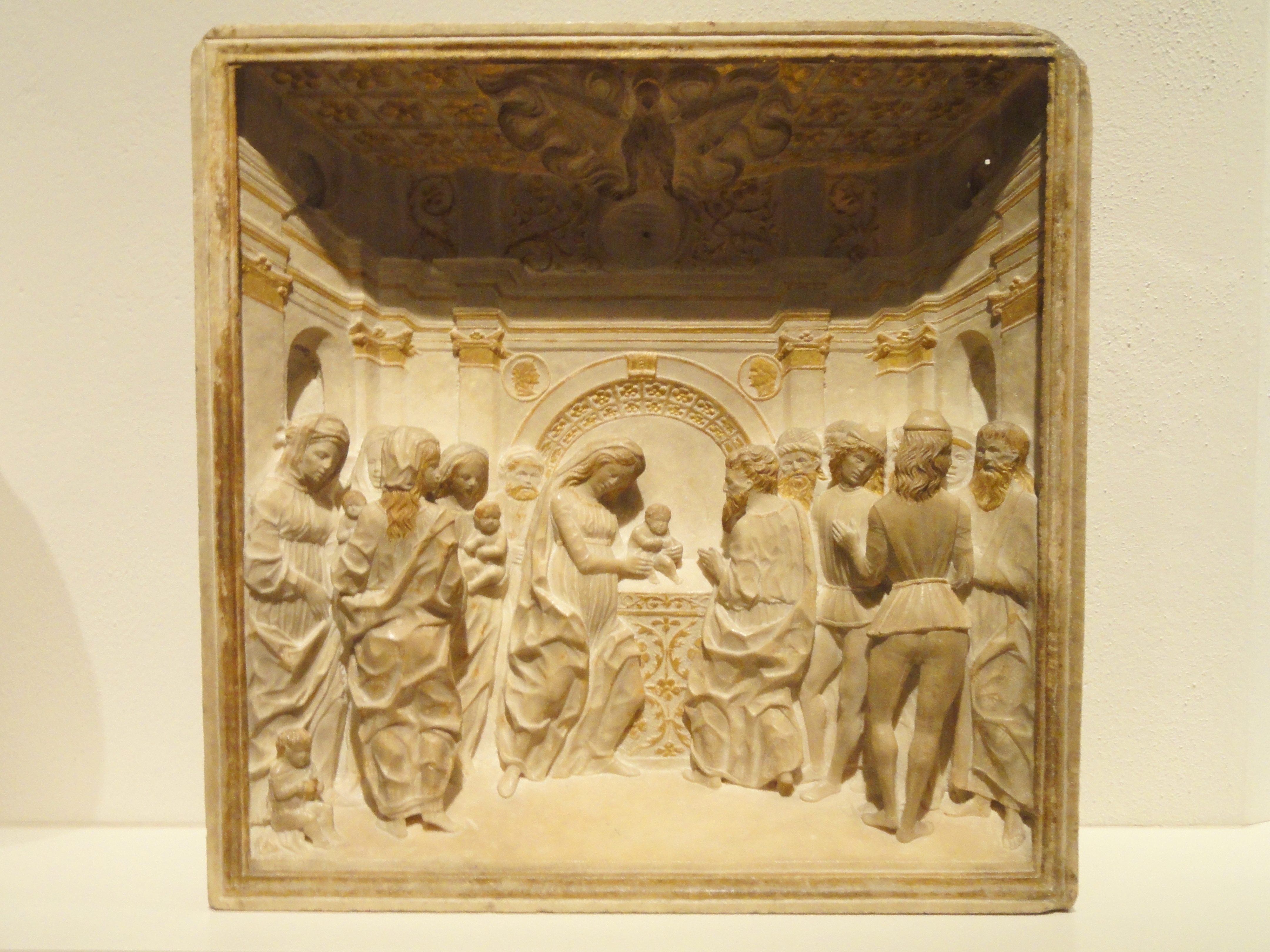
Darstellung im Tempel, nach 1484, Nelson-Atkins Museum of Art

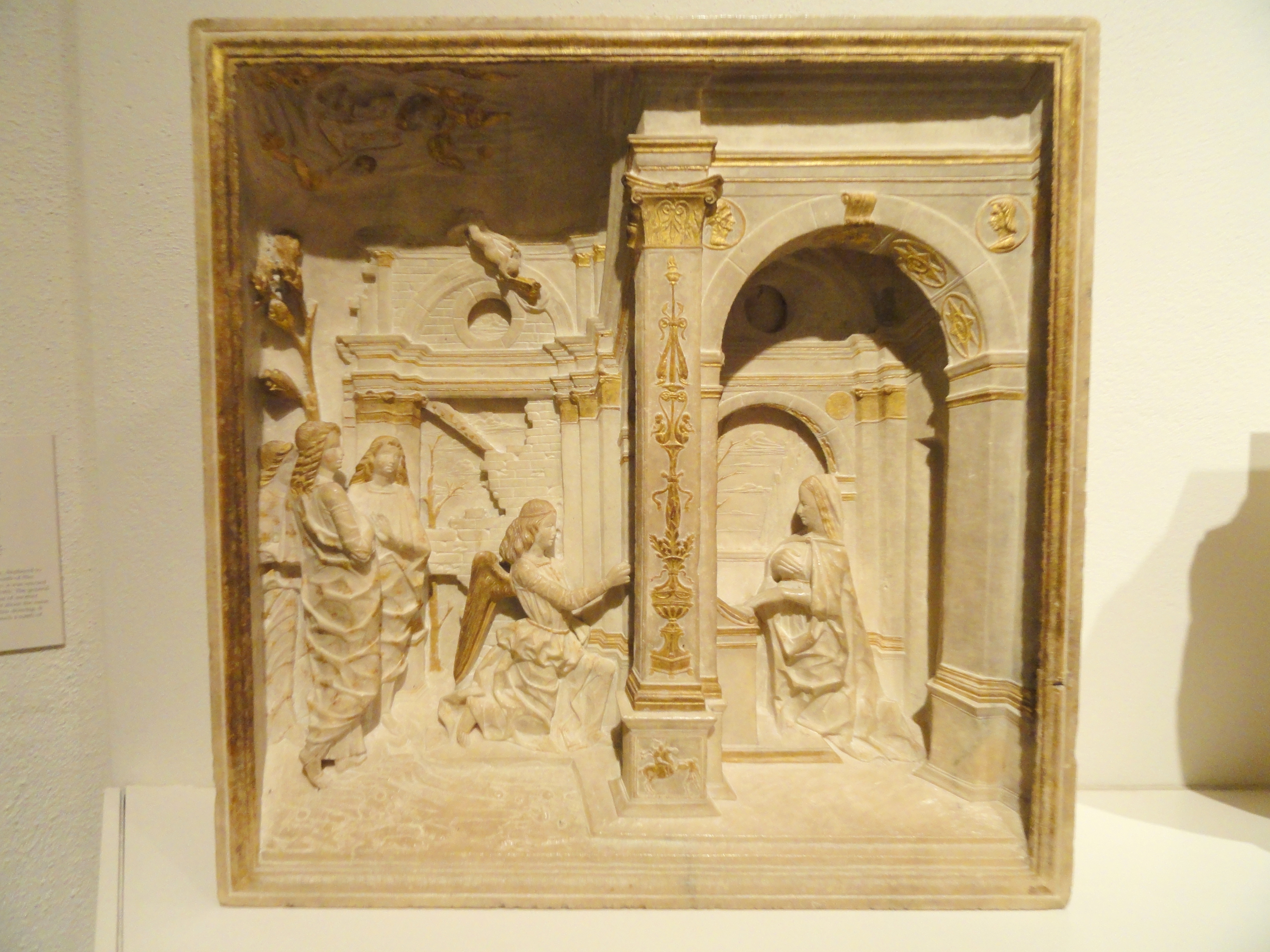
Die Verkündigung, nach 1484, Nelson-Atkins Museum of Art

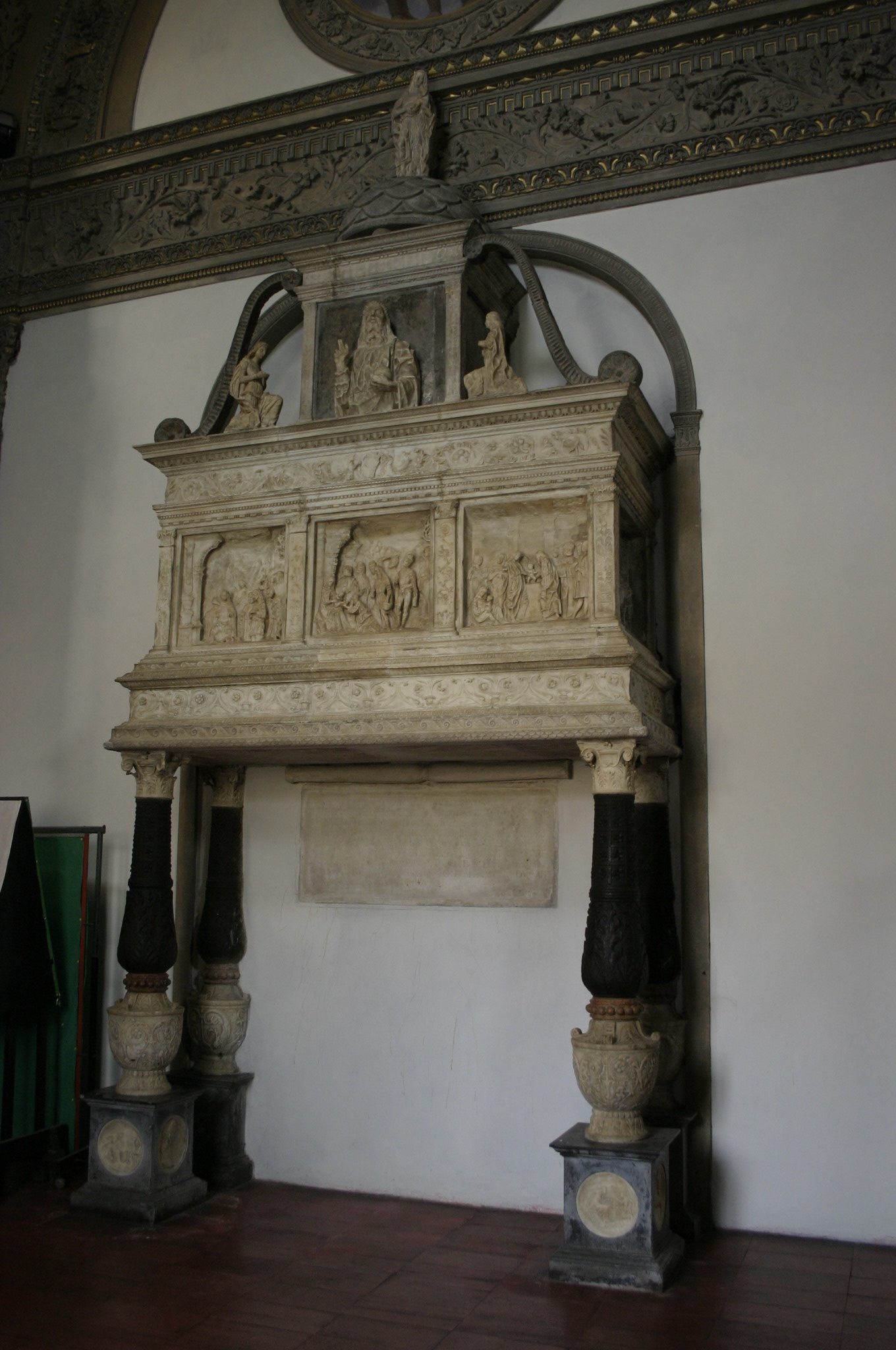
Grabmal Giacomo Stefano Brivio, Basilika Sant’Eustorgio, Mailand

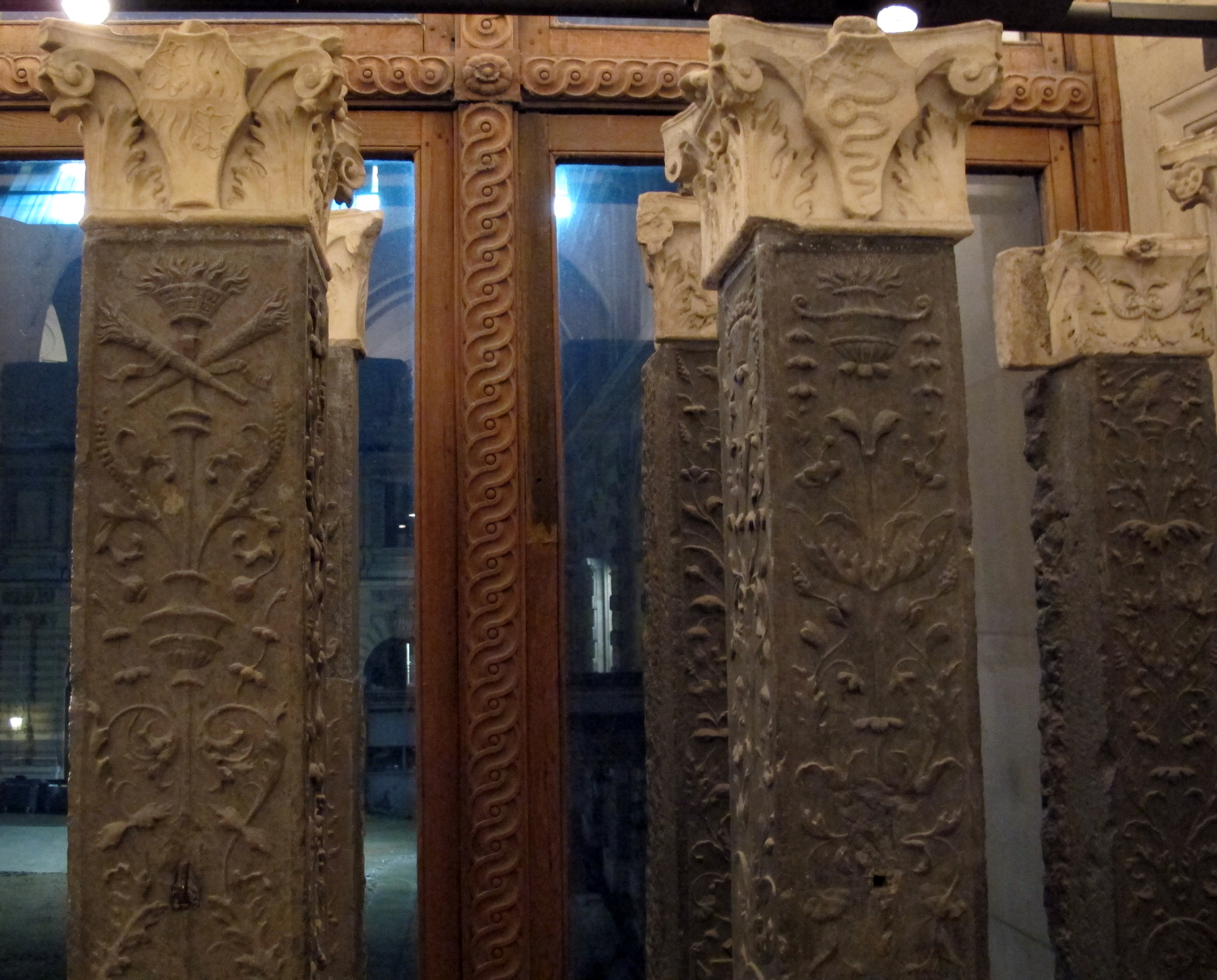
Säulen des Denkmals für Pier Francesco Visconti di Saliceto, 1484

Tommaso Cazzaniga (* um 1460 in Mailand; † vor 1504 ebenda) war ein italienischer Bildhauer der Renaissance.

## Leben
Tommaso war Sohn von Antonio, der Ende des 15. Jahrhunderts in der Mailänder Porta Orientale in der Pfarrei Santo Stefano in Brogonia oder San Babila lebte. Es ist nicht bekannt, wann er geboren wurde; aufgrund eines Vergleichs der bekannten Tätigkeitszeiträume kann jedoch angenommen werden, dass er älter war als sein Bruder Francesco. Dokumente über ihn stammen aus den Jahren 1481 bis 1504; danach wird er nicht mehr erwähnt. Er war ein Anhänger des Architekten, Ingenieurs und Bildhauers Giovanni Antonio Amadeo, obwohl Tommaso Einflüsse von Antonio Mantegazza zeigte, was ihn von seinem Bruder Francesco unterschied.
Tommaso wurde erst 1499 auf Empfehlung des Ingenieurmeisters Giovanni Giacomo Dolcebono, der ihn sehr lobte, in den Kreis der einfachen Angestellten der Fabbrica del duomo in Mailand aufgenommen. Andere Daten bezüglich seiner Tätigkeit für die Kathedrale sind 1481, als er zum „magistrorum et laboratorum“ gehörte, das an der Kirche Santi Quattro Coronati arbeitete, die sich hinter dem Friedhof der Kathedrale befindet; 1504, das Jahr, mit dem die Informationen über den Bildhauer enden, als er im Auftrag der Fabbrica, zusammen mit Tommaso Amigono, geschickt wurde, um das Waschbecken für die Mönche von Santa Maria delle Grazie auszuführen. Tommaso arbeitete auch eine Zeit lang an der Certosa di Pavia, wo er in zwei Dokumenten aus den Jahren 1497 und 1499 als Zeuge erwähnt wird. Seine Beteiligung an den Grabmälern für Pietro Francesco Visconti di Saliceto († 1477) und Giacomo Stefano Brivio, die zuvor Francesco anvertraut worden waren, wurde bereits erwähnt.
Tommaso löste seinen Bruder 1486 bei den Arbeiten am Brivio-Denkmal für die Basilika Sant’Eustorgio ab und wählte Benedetto Briosco als seinen Mitarbeiter; Briosco führte nur die Dekoration der Gesimse aus, während Tommaso die vollplastischen Skulpturen des Denkmals zugeschrieben werden, dichte, in Nahaufnahmen angeordnete Kompositionen. Für dieses Denkmal ließ sich Francesco von dem Grabdenkmal Della Torre in der Kirche Santa Maria delle Grazie in Mailand (1483) inspirieren, das nach dem Entwurf von Amadeo angefertigt worden war, obwohl Francesco bei der Ausführung eine größere Rauheit, Trübung und Schwere betonte, die mit einer intensiven expressiven Forschung und Draperie ausgeführt wurde, die sich weit von dem fast lamellenartigen Stil von Amadeo und Francesco entfernte. Es zeichnete sich auch durch einen feinen ornamentalen Geschmack und eine elegante Feinheit der Details aus.
Tommaso zeichnete sich auch für die Statuen der Heiligen Apollonia und der Heiligen Agnes in der äußeren Apsis des Mailànder Dom aus. Zu den Zuschreibungen gehören der Sarkophag von San Donnino (1488) im Dom von Fidenza, die beiden Büsten von Ludovico il Moro und Beatrice d’Este im Museum Sant’Ambrogio in Mailand sowie das Portal mit den Porträts der Herzoginnen von Mailand in der Certosa di Pavia (von 1490 bis 1499) und die Tafel mit dem Heiligen Franziskus, der die Stigmata empfängt, die im Museum der Certosa di Pavia aufbewahrt wird.

## Werke
- Grabmal Giacomo Stefano Brivio, Basilika Sant’Eustorgio, Mailand;
- Grabmal Pier Francesco Visconti di Saliceto, Mailand 1484;
- Statuen Santa Apollonia und Santa Agnese in der Apsis des Mailänder Doms;
- Sarkophag San Donnino, Dom von Fidenza, 1488;
- Büste Ludovico il Moro und Beatrice d’Este, Museo di Sant’Ambrogio, Mailand;
- Portal mit den Porträts der Herzoginnen von Mailand, Certosa di Pavia;
- Tafel San Francesco che riceve le stimmate, Museo della Certosa di Pavia.